# Miltsjina Laka
Miltsjina laka (Bulgaars: Милчина лъка) is een dorp in het noordwesten van Bulgarije. Het is gelegen in de gemeente Gramada in de oblast Vidin en telde op 31 december 2019 zo’n 42 inwoners.

## Bevolking
Op 31 december 2019 telde het dorp slechts 42 inwoners, een drastische daling sinds de eerste volkstelling van 1934. De inwoners zijn uitsluitend etnische Bulgaren. De meeste inwoners zijn gepensioneerd.